# Teluk Bayur

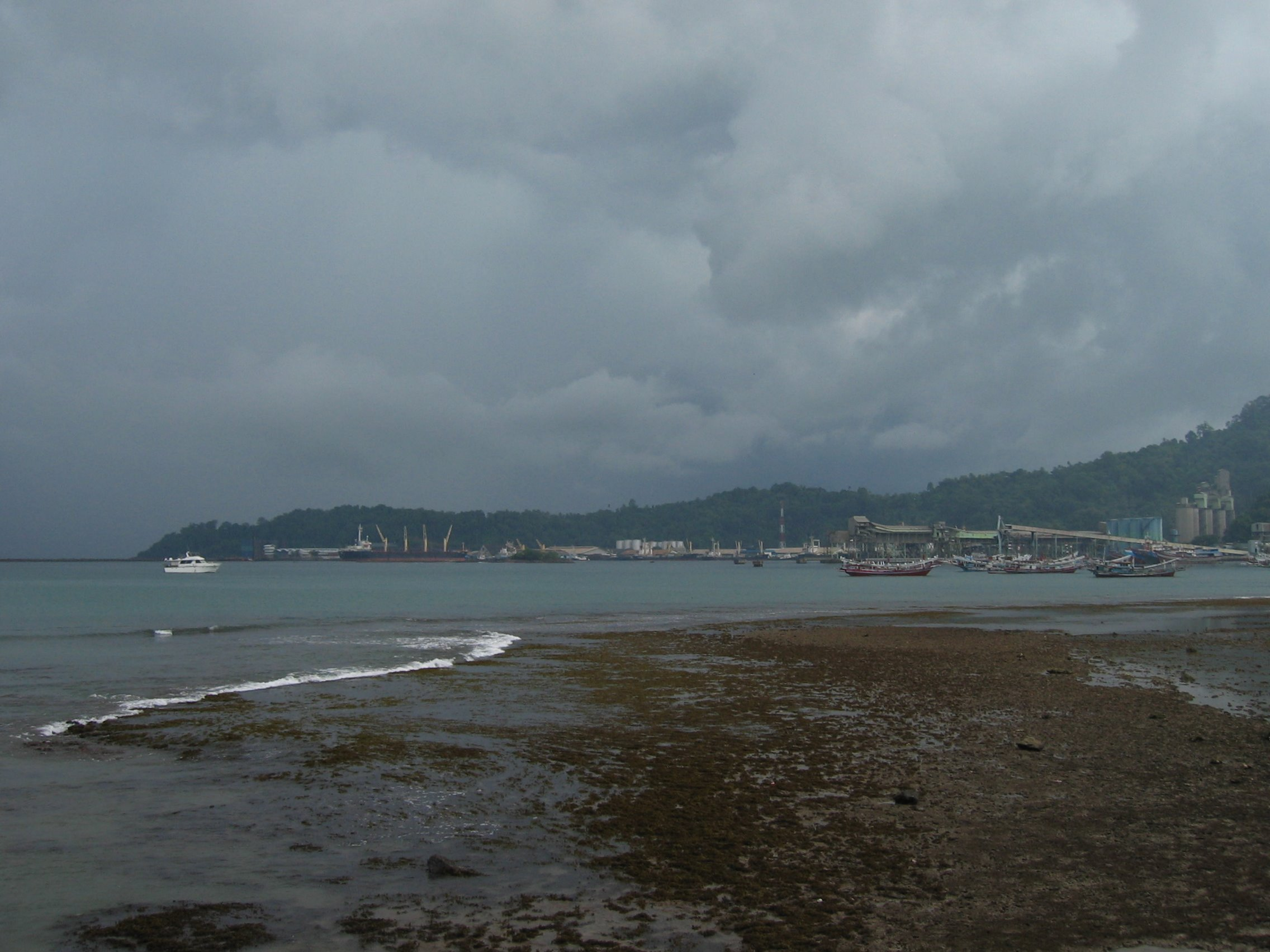
Teluk Bayur

Teluk Bayur is de haven van de Indonesische stad Padang en was voorheen bekend als Emmahaven. De haven, die de grootste is aan de westkant van het eiland Sumatra, ligt in de Bayurbaai. De exploitatie van de haven is in handen van het Indonesische staatsbedrijf PT. (Persero) Pelabuhan Indonesia II.